# لیدکرینا
لیدکرینا (نام علمی: Lydekkerina huxleyi) نام یک گونه از راسته بریده‌مهرگان است.